# Ishtar Airlines
Ishtar Airlines (en árabe: عشتار ايرلاينز‎) fue una aerolínea con base en Dubái, EAU, aunque en realidad fue una aerolínea privada Irakí que operaba vuelos regulares de pasajeros, donde sus bases de operaciones, Bagdad y Dubái fueron sus únicos destinos.
Ishtar Airlines tenía su sede en Deira, Dubái, Emiratos Árabes Unidos.

## Historia
La aerolínea fue fundada en marzo de 2005 por un grupo de antiguos pilotos de Iraqi Airways.
En octubre de 2009, Ishtar Airlines anunció que cesaba sus operaciones.

## Destinos
Ishtar Airlines operaba vuelos regulares de pasajeros a los siguientes destinos (en julio de 2007):
- Irak
  - Bagdad - Aeropuerto Internacional de Bagdad Base
- Emiratos Árabes Unidos
  - Dubái - Aeropuerto Internacional de Dubái Base

También tenían en mente poner vuelos a otros destinos en Europa y Oriente Medio.

## Flota
La flota de Ishtar Airlines incluye las siguientes aeronaves (a 12 de octubre de 2009):
| Avión             | En flota | Notas                               |
| ----------------- | -------- | ----------------------------------- |
| Boeing 727-200Adv | 1        | Operado por African Express Airways |